# Knowle West Boy
Albums de Tricky
Vulnerable
(2003) Mixed Race
(2010)
Knowle West Boy est le huitième album du rappeur / producteur de Bristol (Angleterre) Tricky, sorti le 7 juillet 2008. La chanson Slow est une reprise du single de même nom de Kylie Minogue.

## Titres
1. Puppy Toy
2. Bacative
3. Joseph
4. Veronika
5. C'mon Baby
6. Council Estate
7. Past Mistake
8. Coalition
9. Cross to Bear
10. Slow
11. Baligaga
12. Far Away
13. School Gates